# Dinogenes meteoropa
Dinogenes meteoropa är en fjärilsart som beskrevs av Edward Meyrick 1934. Dinogenes meteoropa ingår i släktet Dinogenes och familjen vecklare. Inga underarter finns listade i Catalogue of Life.